# .ip
A .ip egy internetes legfelső szintű anonim tartomány kód, amit még nem mutattak be.
Az IRC szerver UnrealIRCD részénél használják a .ip kódot.